# Leptochilus chittagongensis
Leptochilus chittagongensis är en stensöteväxtart som beskrevs av Fraser-jenk. och Gias. Leptochilus chittagongensis ingår i släktet Leptochilus och familjen Polypodiaceae. Inga underarter finns listade.